# Dundaga (novads)
Dundaga (łot.: Dundagas novads) – jeden z łotewskich novadsów, funkcjonujący w latach 2009–2021.

## Historia
Novads powstało na terenach należących przed 2009 do rejonu Talsi.
W skład novadsu wchodziły dwa pagastsy: Dundaga i Kolka. Jego stolicą zostało miasto Dundaga.
Zlikwidowany w ramach reformy administracyjnej 30 czerwca 2021. Wszedł w całości w skład nowego novadsu Talsi.